# Ferdinand d'Orléans (1884-1924)
Pour les articles homonymes, voir Ferdinand d'Orléans.
Titre
Héritier du trône de France
(succession orléaniste)
8 septembre 1894 – 30 janvier 1924
(29 ans, 4 mois et 22 jours)
Ferdinand d’Orléans, qui portait le titre de courtoisie de duc de Montpensier, est né le 9 septembre 1884 à Eu, en Normandie, et mort 30 janvier 1924 à Randan, dans le Puy-de-Dôme. C’est un arrière-petit-fils du dernier roi des Français Louis-Philippe Ier, membre de la maison capétienne d’Orléans et explorateur français.

## Famille
Ferdinand d'Orléans est le fils cadet de Philippe d'Orléans, comte de Paris et prétendant orléaniste au trône de France (comme « Philippe VII »), et de son épouse et cousine germaine Marie-Isabelle d'Orléans-Montpensier (1848-1919), infante d'Espagne.
Son grand-père maternel, le prince Antoine d'Orléans lui lègue, à sa mort, son château de Randan et le titre de courtoisie de duc de Montpensier. Il commença à porter ce titre en août 1891, après que son père eut notifié aux cours européennes qu'il le réclamait pour Ferdinand, en se basant sur les dernières volontés du prince Antoine.
En 1921, Ferdinand d'Orléans épouse, à Randan, Dª María Isabel González de Olañeta e Ibarreta (1895-1958), 3e marquise de Valdeterrazzo et grande d'Espagne, dame de l'ordre de la Reine Marie-Louise (1927), au château de Randan. Le mariage est sans postérité.

## Biographie
Interdit de service dans l’armée française, il obtient en 1898 l’autorisation du roi d’Espagne d’intégrer l’École navale espagnole. Il poursuit sa formation militaire jusqu’en 1906, date à laquelle il quitte l’armée avec le grade de lieutenant de vaisseau. C’est dans le cadre de la marine militaire espagnole que Ferdinand réalise en 1903-1904 un premier grand voyage qui le conduit en Amérique du Sud et en Afrique.
Ferdinand d’Orléans achète sa première voiture (une Peugeot) en 1901. Il eut de nombreuses voitures, y compris des voitures de courses, dont une Lorraine-Dietrich, qu'il fait réaliser sur mesure pour entreprendre en 1913 un périple entre Saïgon et les ruines d’Angkor, et une Turcat-Méry de 1920, modèle unique qui porte le nom de son propriétaire : « duc de Montpensier ».
Comme son frère Philippe d'Orléans, duc d'Orléans, et son cousin Henri d'Orléans, Ferdinand d'Orléans est un explorateur et un chasseur de premier ordre.
En 1906, il part pour la première fois en Indochine. Ce voyage marque le début de sa passion pour cette colonie française d’Extrême-Orient où il séjourne à six reprises et où il se fait construire un castel. Il mène ainsi plusieurs expéditions chez les Moï d'Indochine, ce qui lui vaut d'être le dernier des membres de la maison d'Orléans de sa génération à recevoir la Légion d'honneur .
Lors de sa visite à Bordeaux le dimanche 9 novembre 1913, Ferdinand d'Orléans prend place aux côtés du pionnier de l'aviation Marcel Issartier pour une demi-heure de vol qui ravit le prince.

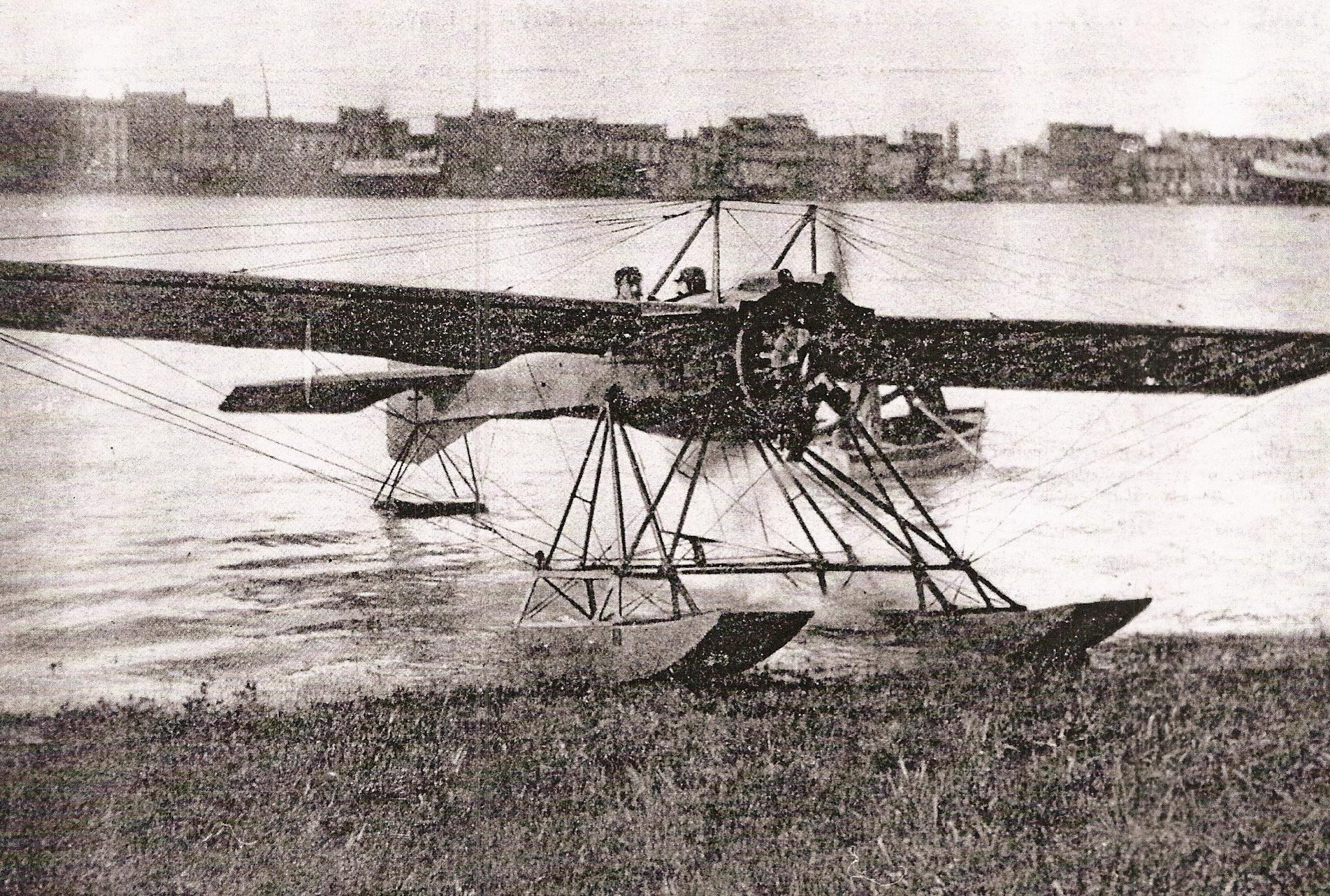
Marcel Issartier sur son hydroplane en compagnie du duc de Montpensier, Bordeaux, 1913.

À la veille de la Première Guerre mondiale, les puissances européennes songent un moment à faire de Ferdinand d'Orléans le roi qu'elles installeraient sur le trône d'Albanie. Cependant il refuse, conscient que son frère aîné — le duc d'Orléans, prétendant au trône de France — n'a pas d'enfant et qu'il n'en aura probablement jamais. C'est donc le prince Guillaume de Wied (1876-1945) qui est choisi comme souverain.
En 1921, Ferdinand d'Orléans, âgé de 37 ans, épouse Doña María Isabel González de Olañeta e Ibarreta (1895-1958), 3e marquise de Valdeterrazzo et grande d'Espagne, dans son château de Randan. Il s'agit là d'un événement important puisque les Orléans espèrent que le mariage produira le prochain héritier orléaniste au trône de France.[réf. nécessaire] Cependant, le couple n'a pas d'enfant et Ferdinand meurt, trois ans plus tard, d'une surdose de drogue. La succession orléaniste passe donc au cousin germain de Ferdinand d'Orléans (et accessoirement son beau-frère), Jean d'Orléans, duc de Guise (« Jean III » pour les orléanistes).

## Chasseur et collectionneur
De ses voyages en Asie et en Amérique, Ferdinand d'Orléans a rapporté une importante collection d'animaux naturalisés, dont des spécimens rares. Les plus belles pièces ont été traitées par la maison Rowland Ward (en) de Londres, les plus grands taxidermistes de l'époque. Cet ensemble, qui a échappé à l'incendie du château de Randan en 1925, fait maintenant partie des collections du domaine royal de Randan.

## Titulature, armoiries et décorations

### Titulature
Les titres portés par les membres de la maison d'Orléans n'ont pas d'existence juridique en France et sont considérés comme des titres de courtoisie. Ils sont attribués par le chef de maison.
- 9 septembre 1884 - 23 août 1891 : Son Altesse royale le prince Ferdinand d'Orléans ;
- 23 août 1891 - 30 janvier 1924 : Son Altesse royale le duc de Montpensier.

### Armoiries
D'après l'Almanach de Gotha, dans son édition de 1899, page 31, le duc de Montpensier portait comme armes :
| Blason | Blasonnement : D'azur à trois fleurs de lis d'or et à la bande de gueules chargée en chef d'un croissant d'argent. |

### Décorations
- Bailli grand-croix d'honneur et de dévotion avec croix de profession ad honorem de l'ordre souverain de Malte[8]
- Chevalier de l’ordre du Saint-Esprit (maison de France)[9]
- Chevalier de la Légion d'honneur (République française, 29 août 1923)[8],[10]
- Grand-croix de l'ordre de Charles III (royaume d'Espagne)[8]
- Chevalier novice de l'ordre de Calatrava (royaume d'Espagne)[11],[12]
- Croix avec décorations blanches de l'ordre du Mérite naval (royaume d'Espagne)[13]
- Grand-croix de l'ordre de la Tour et de l'Épée (royaume de Portugal)[8]

## Publications
- Ferdinand d'Orléans, duc de Montpensier, Ma première croisière, 1909
- Ferdinand d'Orléans, duc de Montpensier, La Ville au bois dormant, de Saigon à Angkor en automobile, 1910.
- Ferdinand d'Orléans, duc de Montpensier, En Indochine. Mes chasses, mes voyages, 1912.